# Calodicia abrupta
Calodicia abrupta är en insektsart som beskrevs av Nielson 1982. Calodicia abrupta ingår i släktet Calodicia och familjen dvärgstritar. Inga underarter finns listade i Catalogue of Life.